# We Are The Ocean
We Are the Ocean was een Britse vierkoppige posthardcore band uit de stad Loughton (Essex).

## Bezetting
Laatste bezetting
- Liam Cromby[4] (zang, gitaar)
- Alfie Scully[5] (gitaar)
- Jack Spence[6] (basgitaar)
- Tom Whittaker[7] (drums)

Voormalige leden
- Dan Brown[8] (zang)

## Geschiedenis
De band werd oorspronkelijk geformeerd onder de naam Dead but Still Dreaming door Dan Brown en Jack Spence. Hoewel de toenmalige vijfkoppige bezetting brak, zochten en vonden Brown en Spence nieuwe leden. In 2007 werd een nieuwe bezetting gemaakt met Liam Cromby, Rickie Bloom en Tom Whittaker. Na een tijdje verliet Bloom ook de band en werd vervangen door Alfie Scully. Na deze vele wijzigingen in de bezetting van de band veranderden ze hun naam in We Are the Ocean. De band werd snel populair via MySpace en werd genomineerd voor de beste Britse nieuwkomer in het tijdschrift Kerrang!. Kort daarna publiceerde ze haar gelijknamige ep, waarvan er slechts 1000 werden geproduceerd.
We Are the Ocean toerde uitgebreid na het uitbrengen van hun ep. Ze speelden shows in het Verenigd Koninkrijk, Europa, de Verenigde Staten en Australië. Voordat ze materiaal begonnen te verzamelen voor hun debuutalbum, brachten ze de ep Look Alive uit met vier nummers. Hun album werd geproduceerd door Brian McTernan, die ook Thrice and Converge-albums heeft geproduceerd. Het album heette Cutting Our Teeth en werd uitgebracht in februari 2010. In oktober 2010 bracht de band een luxe editie uit van Cutting Our Teeth met een tweede cd, met nummers van de eerste en tweede ep en vier niet eerder gepubliceerde nummers. Sinds hun oprichting in 2007 hebben ze het podium gedeeld met vele muzikale grootheden, waaronder Silverstein en Lostprophets.
We Are The Ocean zijn in december 2010 begonnen met het opnemen van hun tweede album. Dit resulteerde in Go Now and Live, dat op 25 april 2011 werd uitgebracht. Daarna toerde de band tot eind 2011 de wereld rond. In oktober is een speciale editie van Go Now and Live uitgebracht. Het bevat een tweede cd, waarop een volledige unplugged show uit de Londense Bush Hall te horen is met elf nummers. De opname voor een derde album begon in het voorjaar van 2012 terwijl ze door Europa toerde als voorprogramma van Silverstein. Op 5 juni 2012 maakte de band bekend dat zanger Dan Brown de band als actief lid had verlaten. Op dezelfde dag brachten ze ook Bleed uit, het eerste nummer van het derde album Maybe Today, Maybe Tomorrow. The Road (Run for Miles) werd uitgebracht als de eerste single van het album. Het album zelf verscheen uiteindelijk op 17 september van het jaar, gevolgd door een Europese tournee. Het jaar daarop toerde de band door Engeland. In mei 2013 toerde de band ook door Duitsland door zeven steden.

## Discografie

### Singles
- 2008:	Nothing Good Has Happened Yet
- 2009:	God Damn Good
- 2010:	Look Alive
- 2010: These Days, I Have Nothing
- 2010: All of This Has to End
- 2010: Lucky Ones
- 2011:	What It Feels Like
- 2011: The Waiting Room
- 2011: Runaway
- 2011: Overtime Is a Crime
- 2012:	The Road (Run for Miles)
- 2012: Bleed
- 2012: Machine
- 2012: Young Heart
- 2015:	Ark
- 2015: Do It Together
- 2015: Holy Fire
- 2015: Good for you

### Ep's
- 2008:	We Are the Ocean (Hassle Records)
- 2009:	Look Alive (Hassle Records)

### Studioalbums
- 2010:	Cutting Our Teeth (Hassle Records)
- 2011:	Go Now and Live (Hassle Records)
- 2012:	Maybe Today, Maybe Tomorrow (Hassle Records)
- 2015:	Ark (BMG Rights Management)